# Echipa națională de fotbal a Irlandei (1882–1950)
Echipa națională de fotbal a Irlandei a reprezentat Irlanda în competițiile internaționale de fotbal. A fost controlată de  Asociația Irlandeză de Fotbal (I.F.A.), și este a patra cea mai veche echipă națională din lume. A jucat multe meciuri în Campionatul Britanic împotriva Angliei, Scoția și Țăra Galilor. Deși adesea a concurat cu Țăra Galilor pentru evitarea lingurii de lemn, Irlanda a câștigat Campionatul Britanic 1914, și l-a împărțit pe cel din 1903 cu Anglia și Scoția.
După împărțirea Irlandei din anii '20, deși Asociația Irlandeză de Fotbal administra numai Irlanda de Nord, Irlanda a countinuat convocarea jucătorilor din întreaga Irlandă până în 1950, și nu și-a schimbat numele în „Irlanda de Nord” până în 1954 în competițiile FIFA și mai târziu în Campionatul Britanic. Echipa națională de fotbal a Irlandei de Nord este recunoscută ca succesoare a selecționatei Irlandei. În prezent reprezentanta Republicii Irlandeze folosește în meciurile internaționale numele Irlanda.

## Titluri
Până în 1950:
- Campionatul Britanic
  - Campioni 1914: 1
  - Titlu împărțit 1903: 1
  - Locul doi 1904, 1926, 1928, 1938, 1947: 5

## Jucători notabili
| - Tom Aherne - Joe Bambrick - Danny Blanchflower - Louis Bookman - Tommy Breen - Johnny Carey - Harry Chatton - Billy Crone - Peter Doherty - Jimmy Dunne - Tommy Eglington - Tom Farquharson - Peter Farrell | - Patsy Gallacher - George Gaukrodger - Billy Gillespie - Archie Goodall - Val Harris - Bobby Irvine - Sam Irving - Jimmy Kelly - Jack Kirwan - Bill Lacey - Con Martin - Billy McCracken - Robert Milne | - Patrick O'Connell - Kevin O'Flanagan - John Peden - Jack Reynolds - Reg Ryan - Billy Scott - Elisha Scott - Paddy Sloan - Olphert Stanfield - Alex Stevenson - Jackie Vernon - Billy Walsh - Davy Walsh |